# Ajay Permaul
Ajay Permaul (circa 1989/1990) is een Guyaans beeldhouwer werkzaam in Suriname. Hij maakte enkele beeldengroepen die werden onthuld in verschillende plaatsen in Suriname.

## Biografie
Ajay Permaul is Guyanees van nationaliteit en woonachtig in het Surinaamse district Nickerie. Een van zijn werken is het monument van Baba en Mai dat op 4 juni 2017 werd onthuld op het Volksplein in Nieuw-Nickerie. Hij werkte zes weken aan het monument. De onthulling vond plaats tijdens het 144-jarige jubileum van de Hindoestaanse immigratie naar Suriname. Hij maakte ook het beeld van Baba en Mai in Nieuw-Amsterdam dat twee jaar later werd onthuld.
In 2023 werd opnieuw een beeldenpaar onthuld, deze keer het monument van Mathoora, Ramjanee en Rajgaroo in de buurt van Fort Zeelandia in Paramaribo. Zij zijn drie symbolen van het Hindoestaanse verzet en de strijd tegen de uitbuiting aan het eind van de 19e eeuw.